# Nixon (Texas)
Nixon é uma cidade localizada no estado norte-americano do Texas, no Condado de Gonzales e Condado de Wilson.

## Demografia
Segundo o censo norte-americano de 2000, a sua população era de 2186 habitantes.
Em 2006 foi estimada uma população de 2241, que representa um aumento de 55 (2.5%) face ao período homologo .

## Geografia
De acordo com o United States Census Bureau tem uma área de
2,9 km², dos quais 2,9 km² cobertos por terra e 0,0 km² cobertos por água. Nixon localiza-se a aproximadamente 137 m acima do nível do mar.

## Localidades na vizinhança
O diagrama seguinte representa as localidades num raio de 40 km ao redor de Nixon.